# Староселці
Старосе́лці (болг. Староселци) — село в Плевенській області Болгарії. Входить до складу общини Іскир.

## Населення
За даними перепису населення 2011 року у селі проживала 1021 особа, з них 983 особи (98,8%) — болгари.
Розподіл населення за віком у 2011 році:
Динаміка населення: